# Newsteadia koeroesicsomai
Newsteadia koeroesicsomai är en insektsart som beskrevs av Ferenc Kozár och Konczné Benedicty 1999. Newsteadia koeroesicsomai ingår i släktet Newsteadia och familjen vaxsköldlöss.
Artens utbredningsområde är Nepal. Inga underarter finns listade i Catalogue of Life.